# 双铰接客车

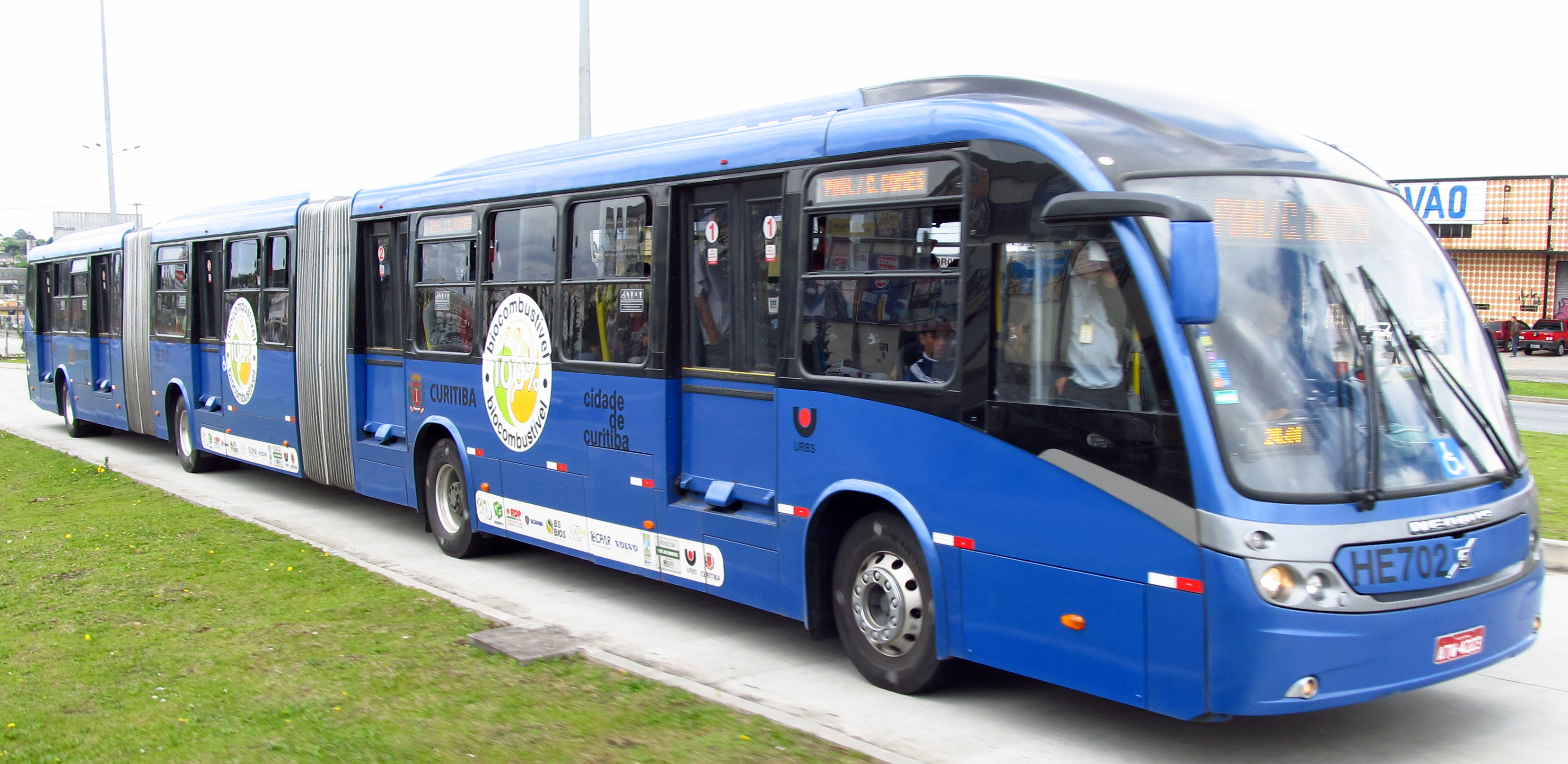
巴西库里奇巴的28米长双铰接客车，是世界最长的巴士。

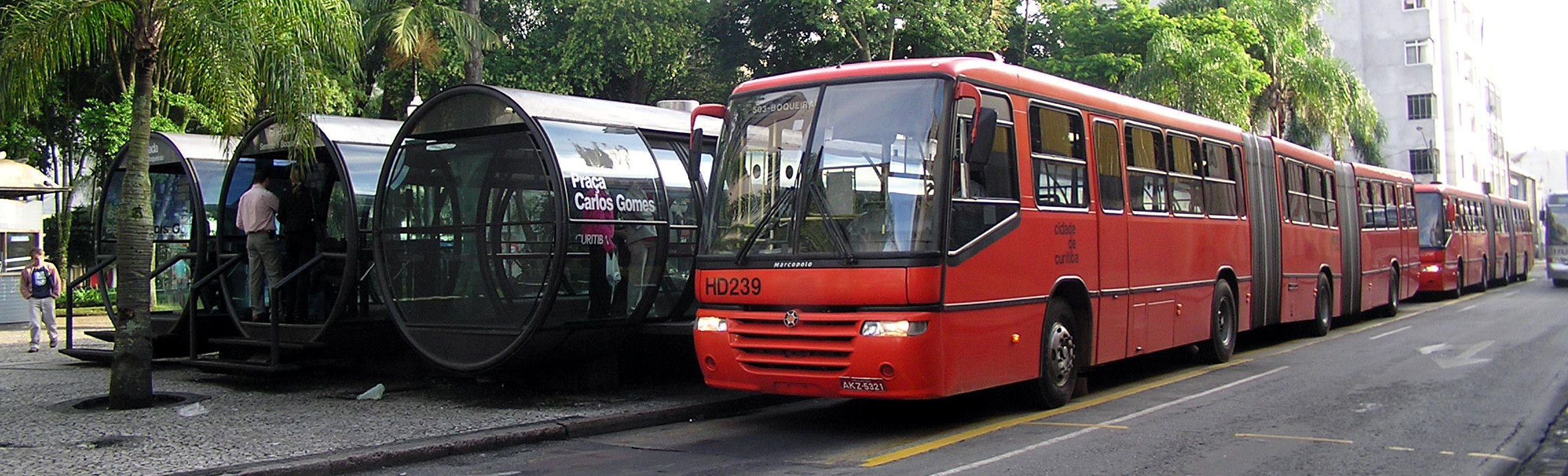
库里奇巴的双铰接客车和管型公交站，是当地快速公交系统的一部分。

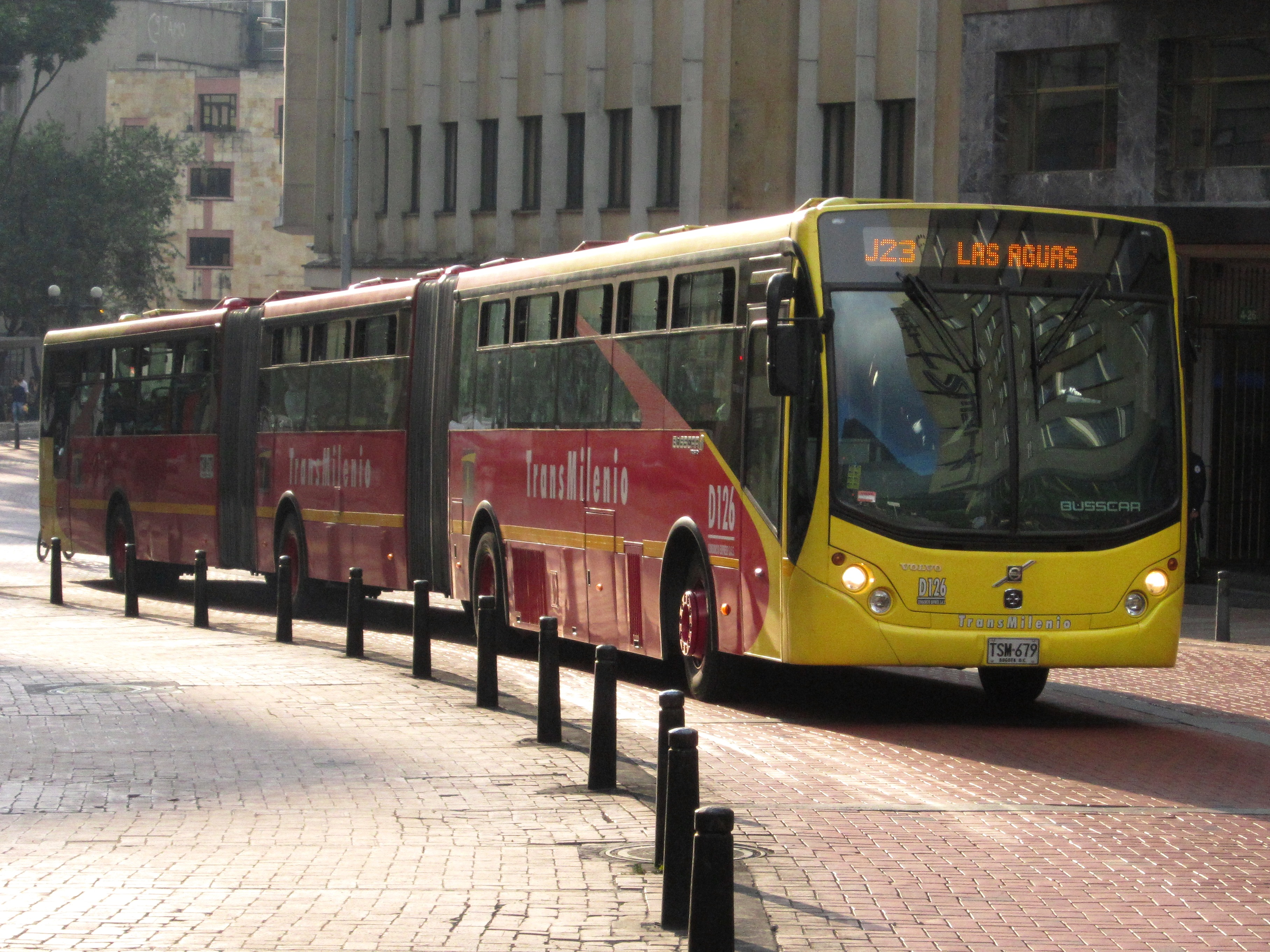
哥伦比亚波哥大快速公交上运行的双铰接客车。

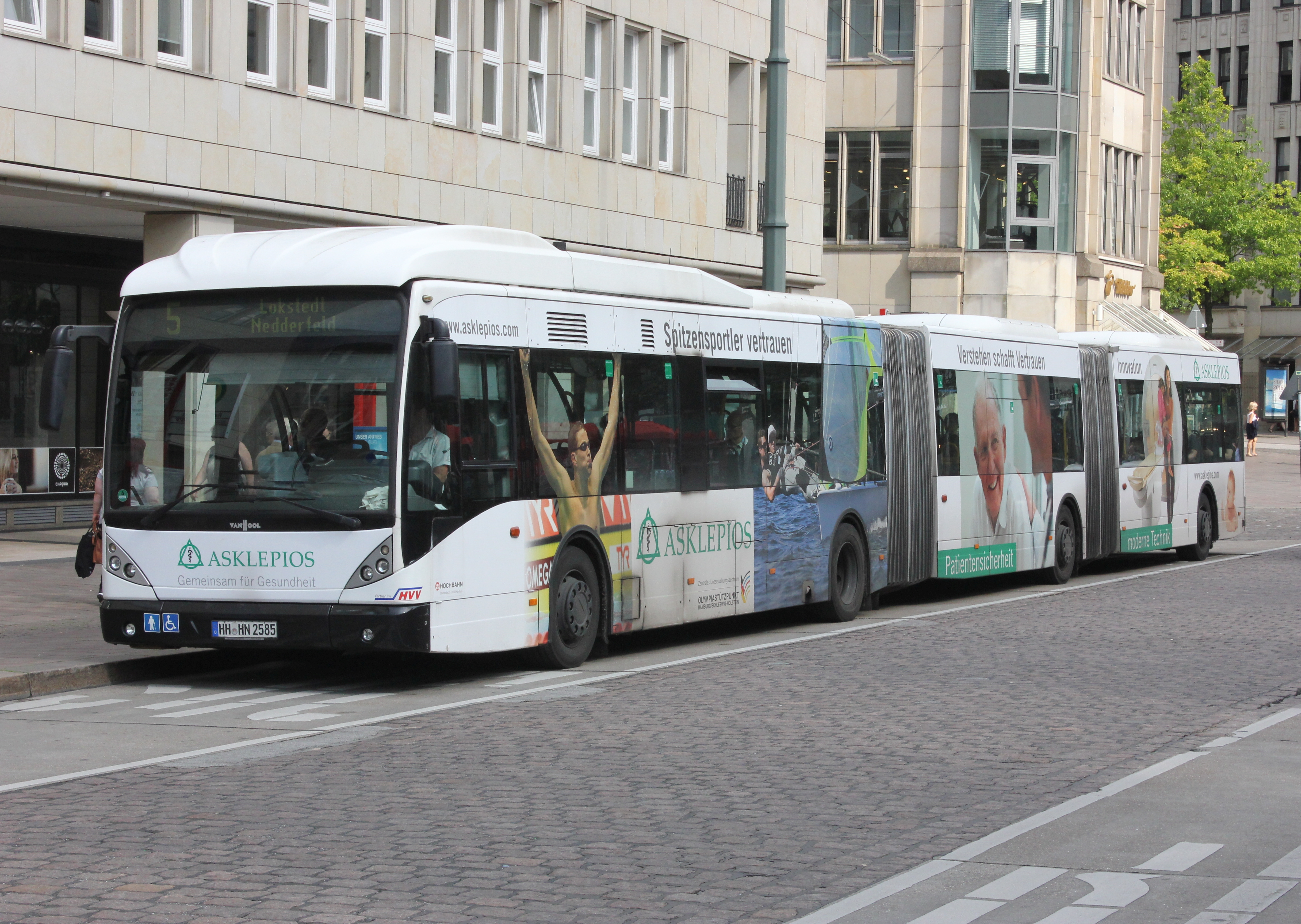
德国汉堡的双铰接客车。

双铰接客车是一种大容量型客车，有三节车厢，四列轴，比铰接客车多出一节车厢。由于此种车很长，通常只用于高旅客量的核心线路或者快速公交系统。

## 早期版本
法国制造商雷诺和赫利茲巴士在1980年代晚期制造了“Mégabus”（正式名称为Heuliez GX237），并向法国各个公交部门推销，但只有波尔多订购了10輛。这些客车在该城2004年建造有轨电车后停止服役。
匈牙利客车制造商伊凱洛斯也在1990年早期开发了双铰接客车Ikarus 293。
此外，沈阳市公共汽车公司所属的沈阳市客车装配厂曾于1983年至1986年试制SY690型双铰接客车，并试运营三年。

## 现代版本

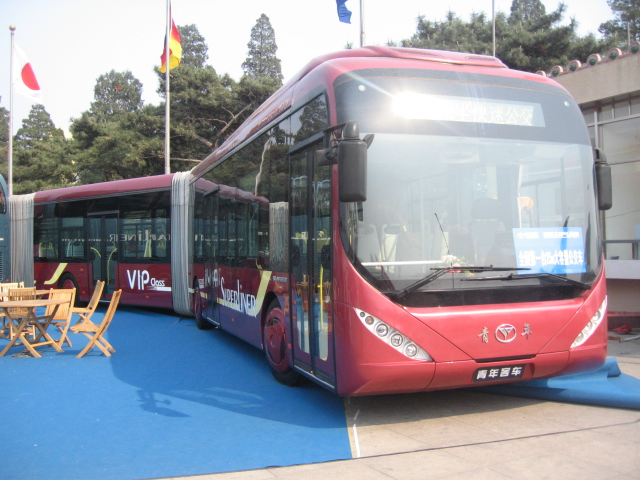
青年JNP6250G双铰接客车

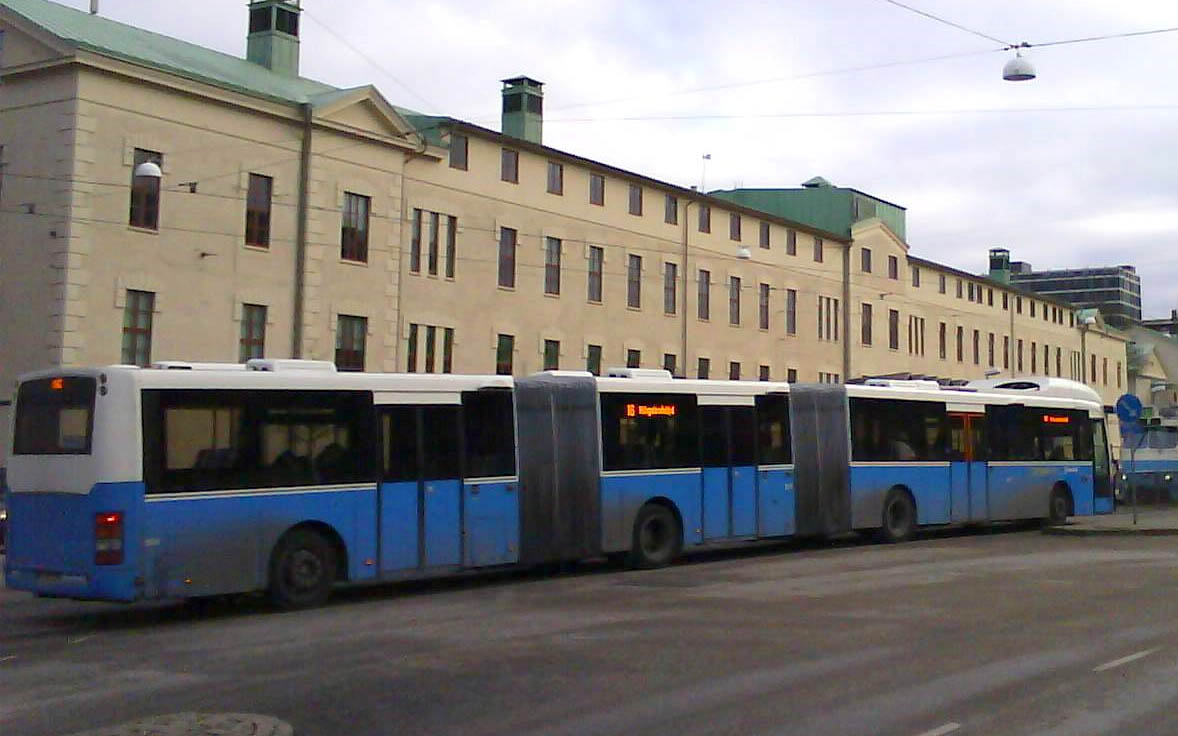
瑞典使用的沃尔沃双铰接客车。

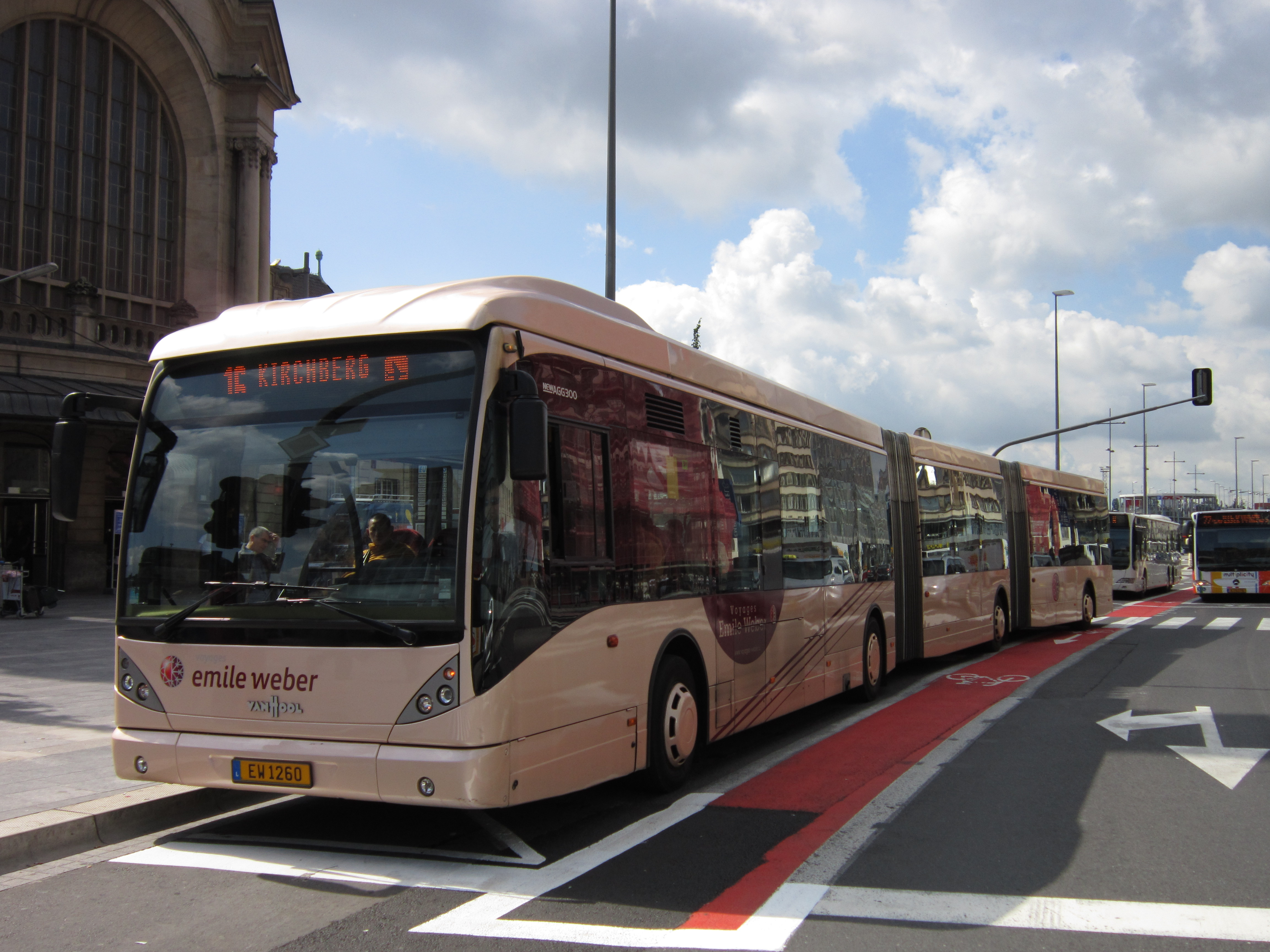
卢森堡的范胡尔牌双铰接客车。

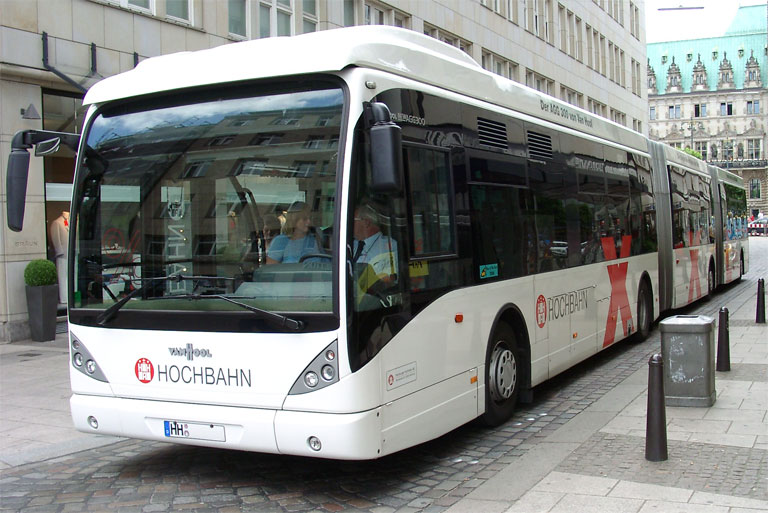
德国汉堡的范胡尔牌双铰接客车。

巴西庫里奇巴的快速公交系统，从1992年开始使用沃尔沃集团（底盘）和Marcopolo/Ciferal（车体）制造可容纳270人的双铰接客车。客车共有5道门，使乘客可以快速上车和下车，而车站是封闭、管型的，站内售票。有五個主要路线使用這種公車，在高峰时段，平均每50秒钟就有一辆到站。
Marcopolo、CAIO、Busscar和Neobus等巴西客车车身制造商使用沃尔沃底盘生產了不少双铰接客车，这些客车正營運在聖保羅、坎皮纳斯、戈亚尼亚和库里奇巴。
瑞典哥德堡使用一些沃尔沃制造的双铰接客车，这些车辆是低底盘、“推进”式铰接车，内燃机装在客车侧面的底盘中，空调装在车顶上。
比利时制造商Van Hool生产25米长的双铰接客车，載客量约为180人。2002年9月，荷兰乌得勒支线路11和12使用15辆这种客车，连接市中心和郊区。后来，又增加了12辆这种车。这些客车也在德国亚琛（线路5和45）和汉堡（路面地铁和Eilbus E86）使用，因为这里单是单铰接客车不够于运输乘客。
瑞士制造商Hess制造了一种双铰接的无轨电车，名为LighTram，在瑞士苏黎世、日内瓦和卢塞恩等城市使用。它也提供改用混合动力发动机的同种车辆，正在一条卢森堡线路使用。
浙江青年客车生产厂与尼奥普兰联合开发了自称“世界最长”的JNP6250G双铰接客车。此外郑州宇通客车与丹东黄海客车均设计生产了双铰接客车。
波哥大的快速公交系统也在最繁忙线路上使用双铰接客车。

## 優缺點
双铰接客车的主要优点是提高乘客-驾驶员比例。换句话说，双铰接客车比有相同座位数量的单节客车更节省營運成本。但其缺点是需要使用更长的站台。
然而，两辆加起来有相同座位数的单节客车比这种车更具灵活性：如果双铰接客车每十分钟到站一次，单节客车可以每五分钟到站一次。